# Avanti Lebbeke
L'Avanti Lebbeke è una squadra di pallamano maschile belga con sede a Lebbeke.

## Palmarès

### Trofei nazionali
- Campionato belga: 2
  - 1971-72, 1972-73.
- Coppa del Belgio: 3
  - 1971-72, 1978-79, 1984-85.